# فرانسيسكو ليون دي لا بارا
فرانسيسكو ليون دي لا بارا (بالإسبانية: Francisco León de la Barra) (و. 1863 – 1939 م) هو سياسي، ودبلوماسي، ومحام من المكسيك.